# Јана Стојановска
Јана Стојановска (Скопље, 19. фебруар 1985) македонска је глумица. Широј јавности постала је позната након освајања тутуле за најлепшу девојку на такмичењу „Мис Македоније” 2007. године.

## Биографија
Јана потиче из глумачке породице. Њен деда по мајци био је југословенски глумац Ацо Јовановски, а отац Ненад Стојановски. Њена мајка Силвија, као и млађа сестра Ана, такође су глумице.
Током детињства, Јана се заинтересовала за музику, па су је родитељи са седам година уписали у музичку школу - одсек клавир. Ипак, после 4. разреда одлучила је да се испише, али је наставила самостално да свира и компонује. Вођена родитељским генима, након средње школе уписала је глумачку академију у Софији, да би касније дипломирала у родном Скопљу. По завршетку студија, наступала је у позоришту, а зарађивала је и од снимања телевизијских реклама. У међувремену је, 2007. године победила на такмичењу за избор најлепше девојке у Македонији.
Појавила се у филмовима Као да ме нема (2010), Соба са клавиром (2013) и Човек који не беше тамо (2017).
Како је њена баба по оцу пореклом из Србије, Стојановска се појавила на кастингу за серију Драгана Бјелогрлића Сенке над Балканом. У овом остварењу тумачи улогу Јоване, док њеног партнера игра Гордан Кичић.

## Филмографија
| Год.       | Назив                   | Улога                       |
| ---------- | ----------------------- | --------------------------- |
| 2010.      | Као да ме нема          | медицинска сестра           |
| 2011.      | Епизодист               | млада Ана Михаела Стефанова |
| 2013.      | Соба са клавиром        | љубавница                   |
| 2016.      | Ослобођење Скопља       | певачица                    |
| 2016.      | Златна петорка          | Ката                        |
| 2016—2017. | Преспав                 | новинарка                   |
| 2017.      | Човек који не беше тамо |                             |
| 2017.      | Сенке над Балканом      | Јована                      |
| 2017.      | У Међувремену           | Сандра                      |
| 2018—2019. | Конак код Хилмије       | Даворјанка Пауновић         |
| 2019.      | The Happiness Effect    | студент I                   |